# Мандорла

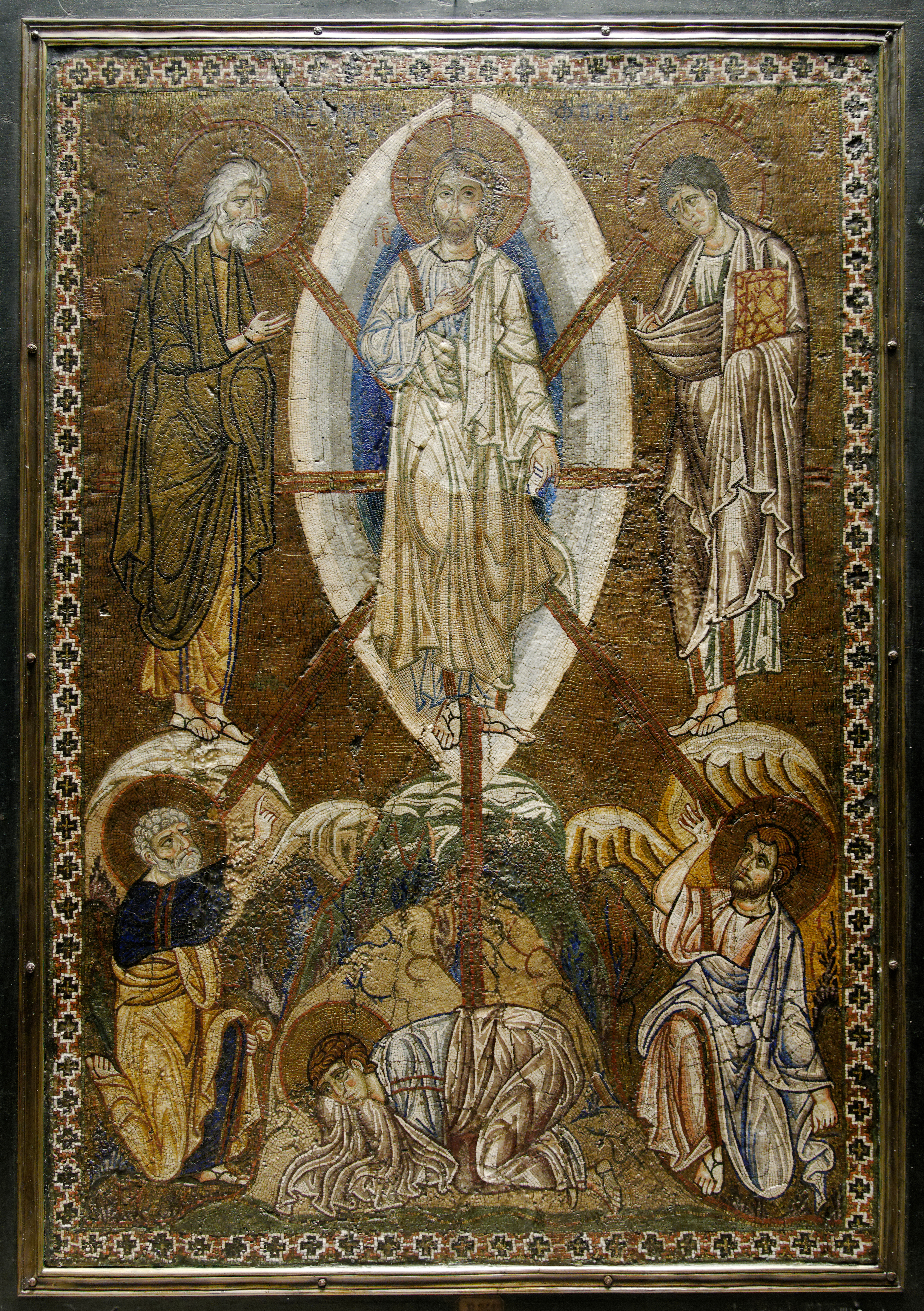
Преображення Господнє (мозаїчна ікона, прибл. 1200 року, Лувр)

Мандорла (від італ. mandorla — «мигдалина») — в християнському і буддійському мистецтві особлива форма німбу, сяйво овальної форми, витягнуте у вертикальному напрямі, усередині якого міститься зображення Будди, Христа або Богоматері (рідше святих).
Згідно однієї з версій, в християнську іконографію образ потрапив з буддійського мистецтва через Персію і Вірменію. Більшість учених, проте, бачать витоки християнської мандорли в мистецтві Стародавнього Риму і Палестини. Прадавні зображення Мандорли у базиліці Санта-Марія-Маджоре і монастирі Латому датуються V століттям н. е. — приблизно тим же часом, коли мандорла починає використовуватися у буддійському мистецтві.
Зображення Христа в мандорлі особливо властиве іконографії Преображення Господнього і Другого Пришестя; мандорла передає тут сяйво слави господньої. Це ж значення прославляння має мандорла і в іконографії Успіння Божої Матері. Починаючи з кінця XII століття мандорла стала використовуватися в іконографії Воскресіння Христова. Детальне богословське тлумачення «фаворське світло» отримало в колі ісихастів.
Мандорла може мати як витягнуту, овальну форму, так і форму круга. Колір мандорли, оскільки символізує сяйво, складається з кілець, розташованих в порядку висвітлення, — або до центру, або до країв. Сама мандорла часто буває зображена пронизаною тонкими золотими променями, або ці промені також можуть бути написані білою фарбою. Колір мандорли зазвичай синьо-блакитний або червоний, іноді вона позололочується. На іконі преподобного Андрія Рубльова «Преображення Господнє» зі святкового чину іконостасу мандорла зображена синьо-чорним кольором.

## Фототека

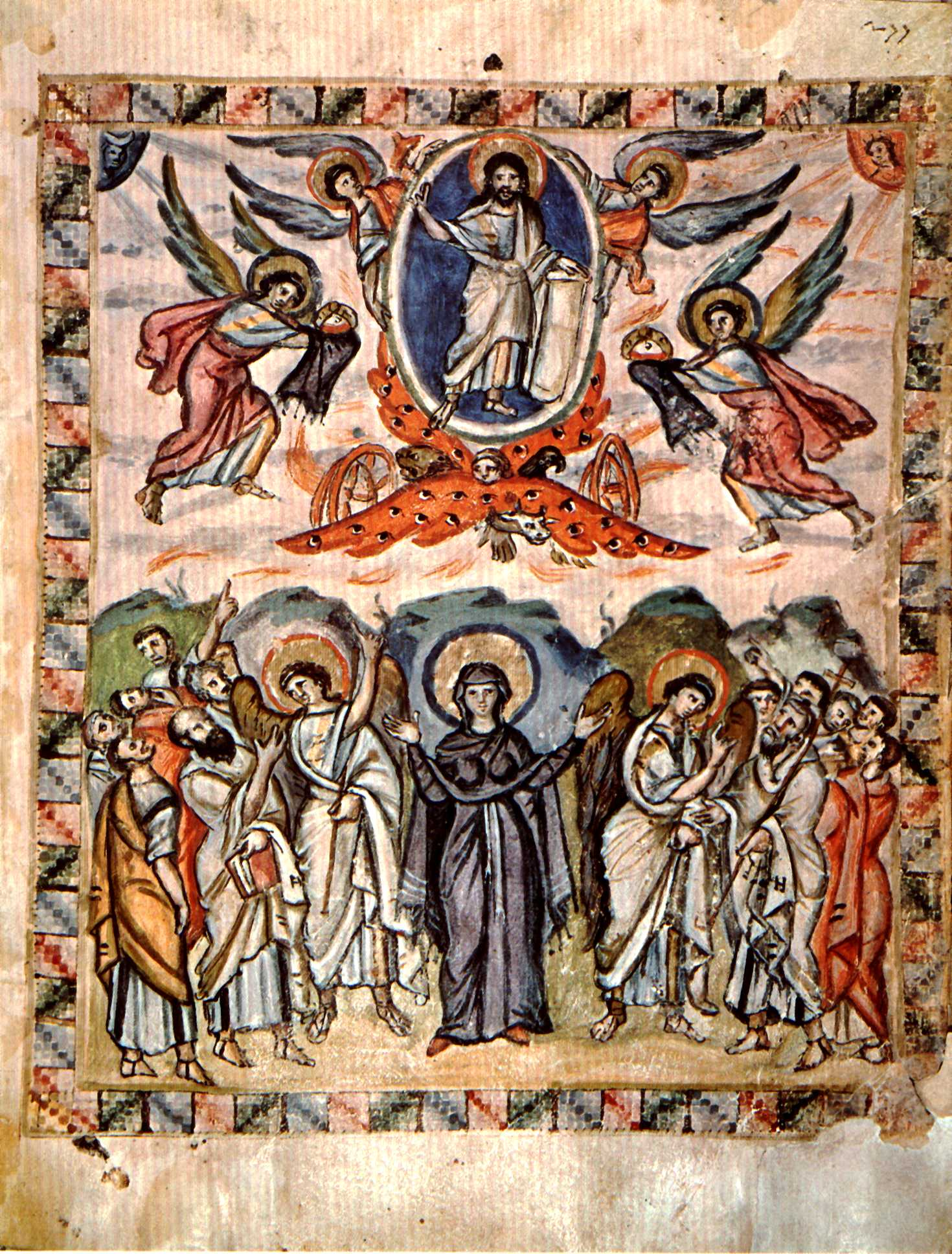
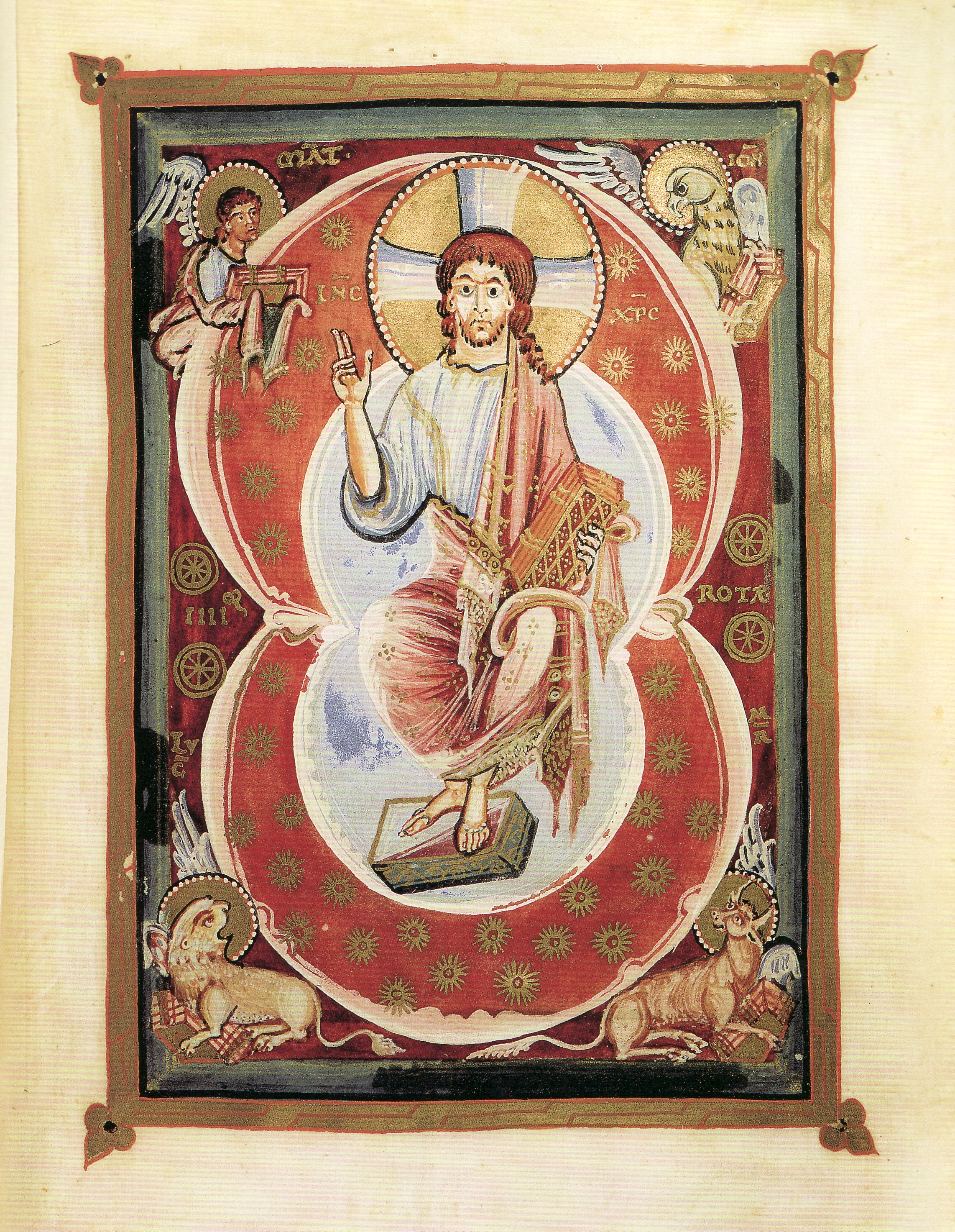
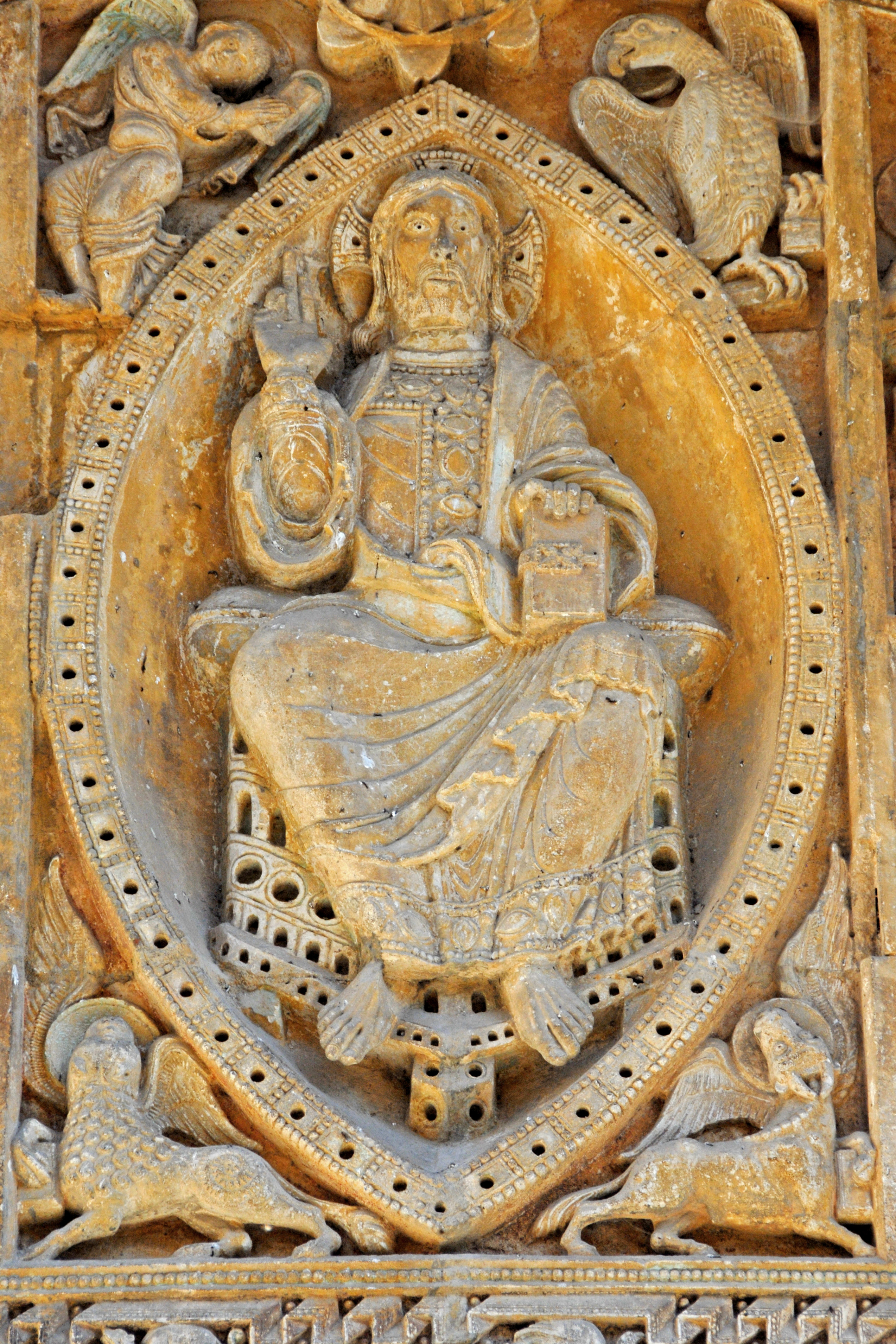
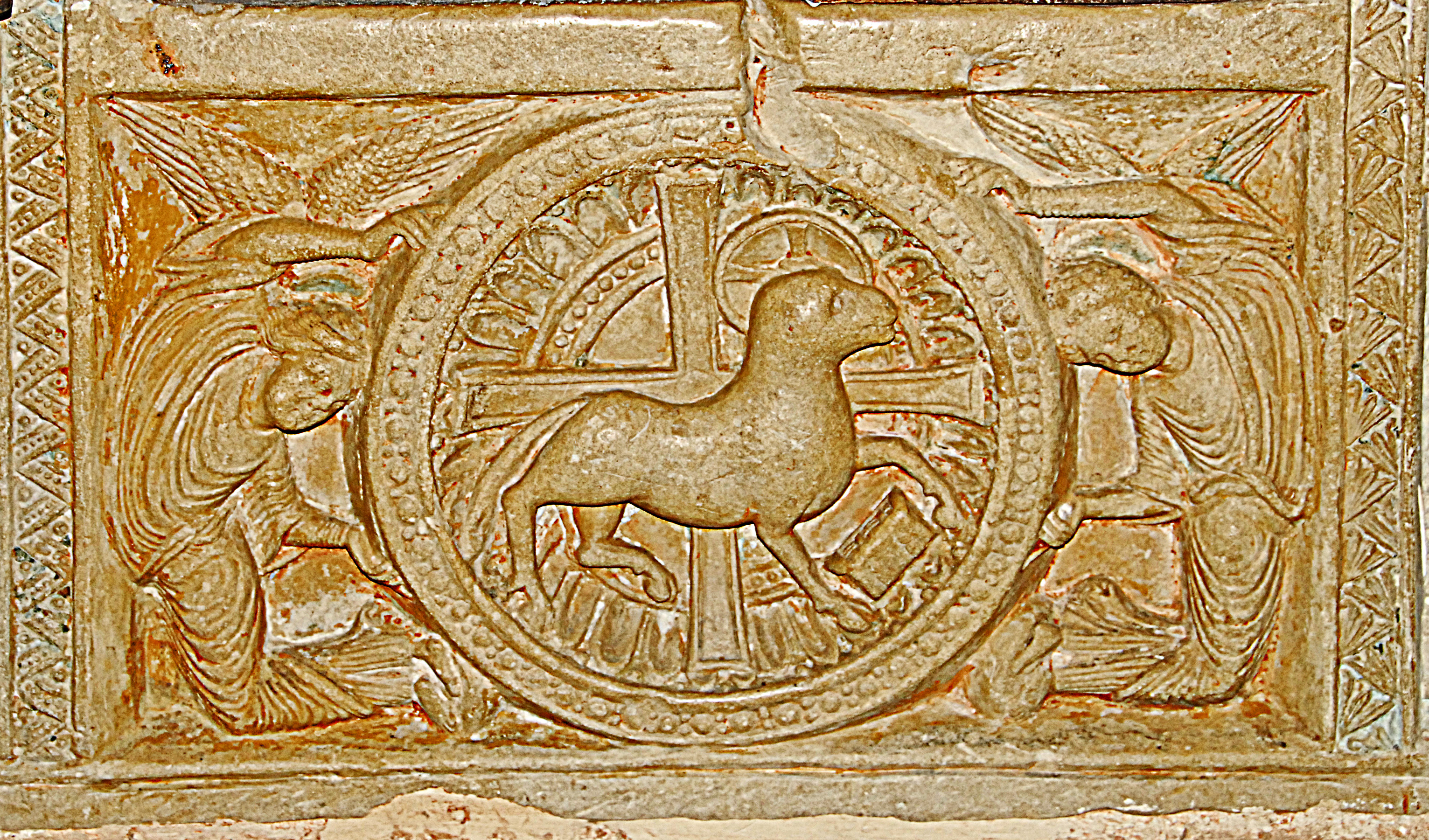
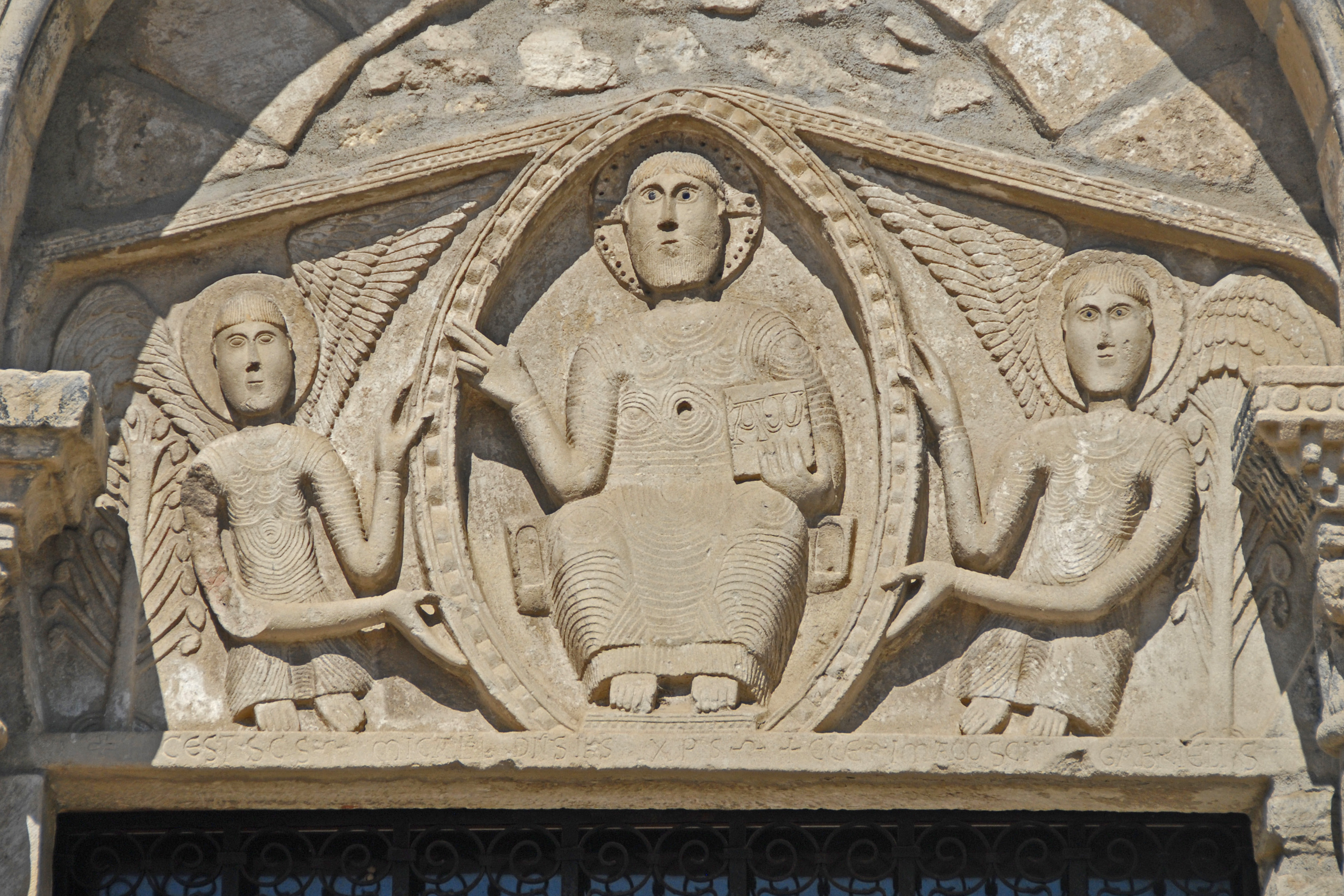
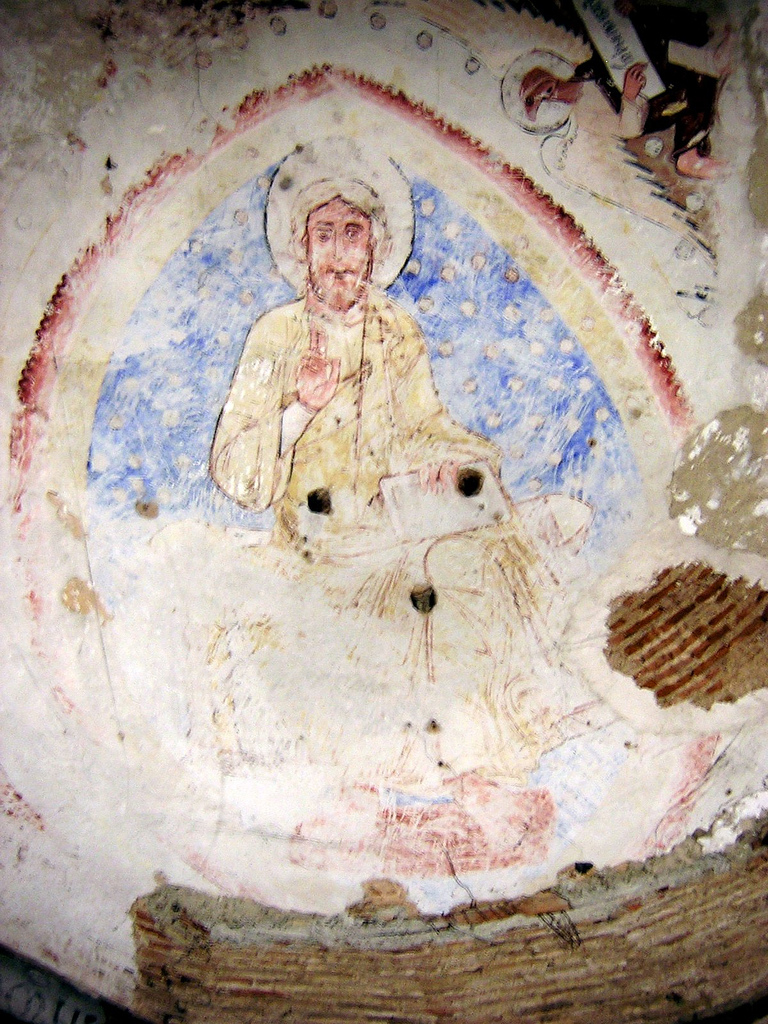
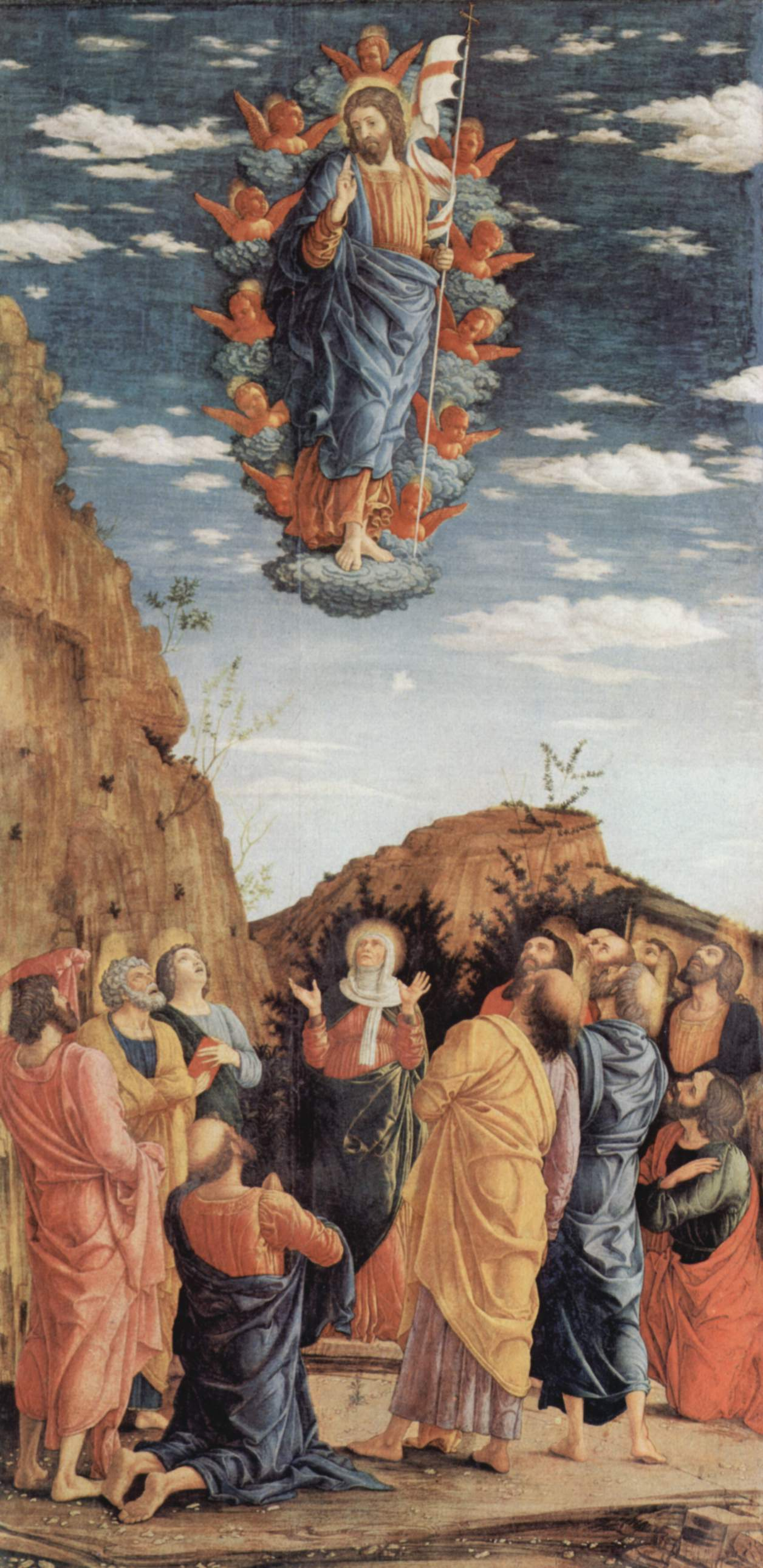
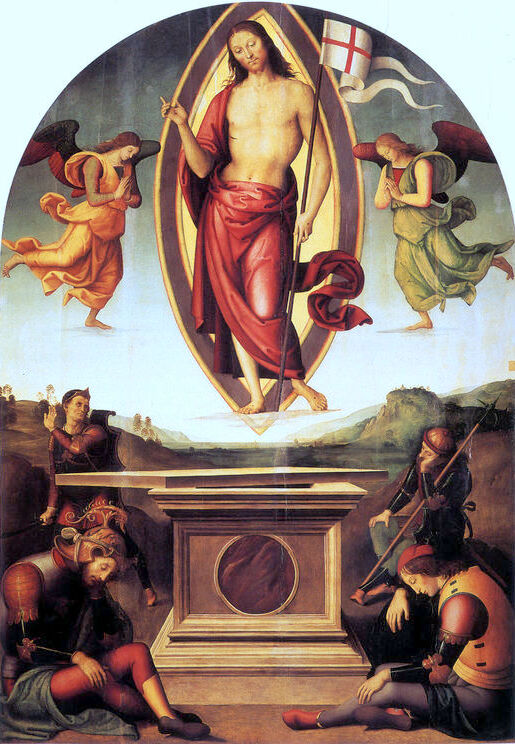
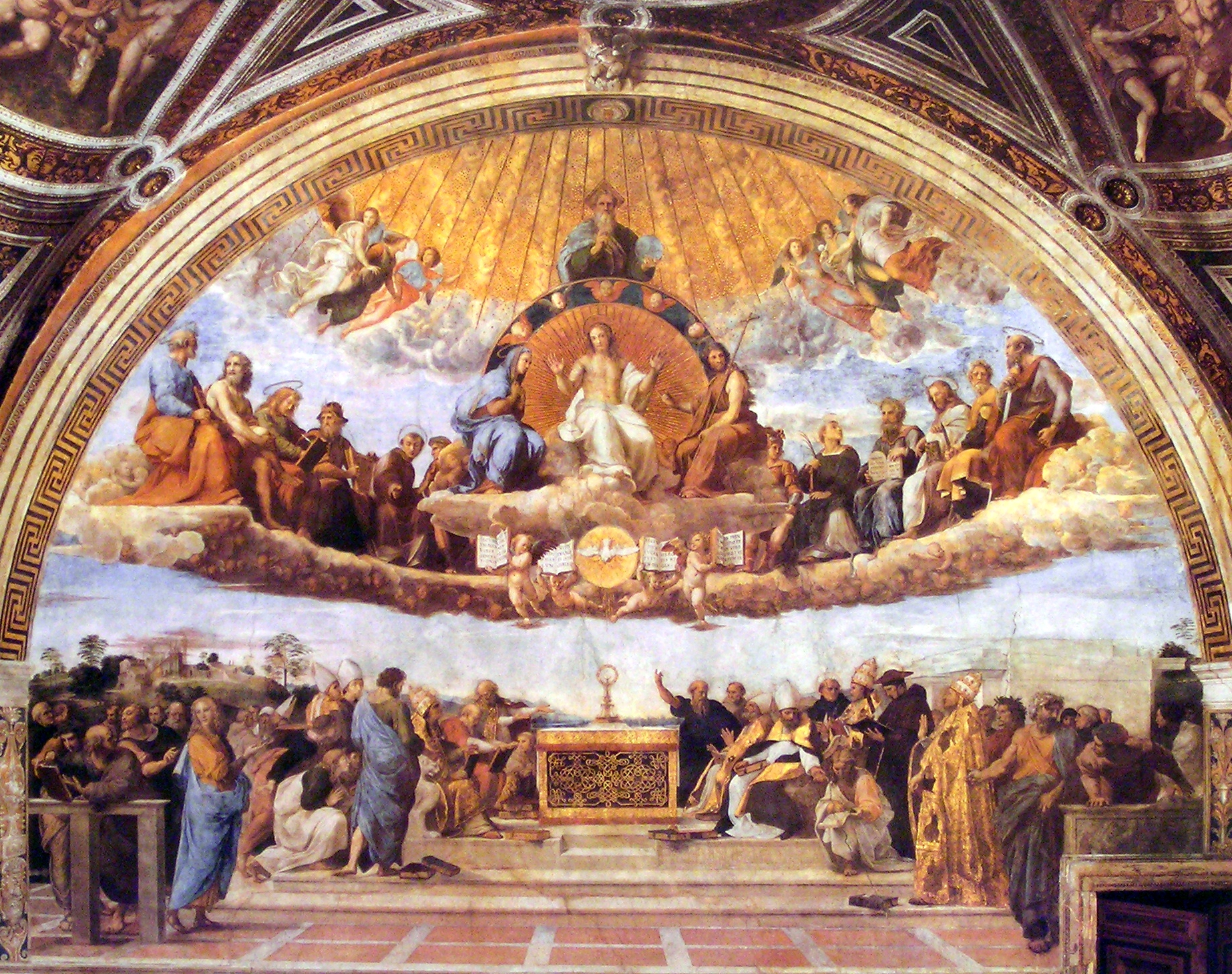
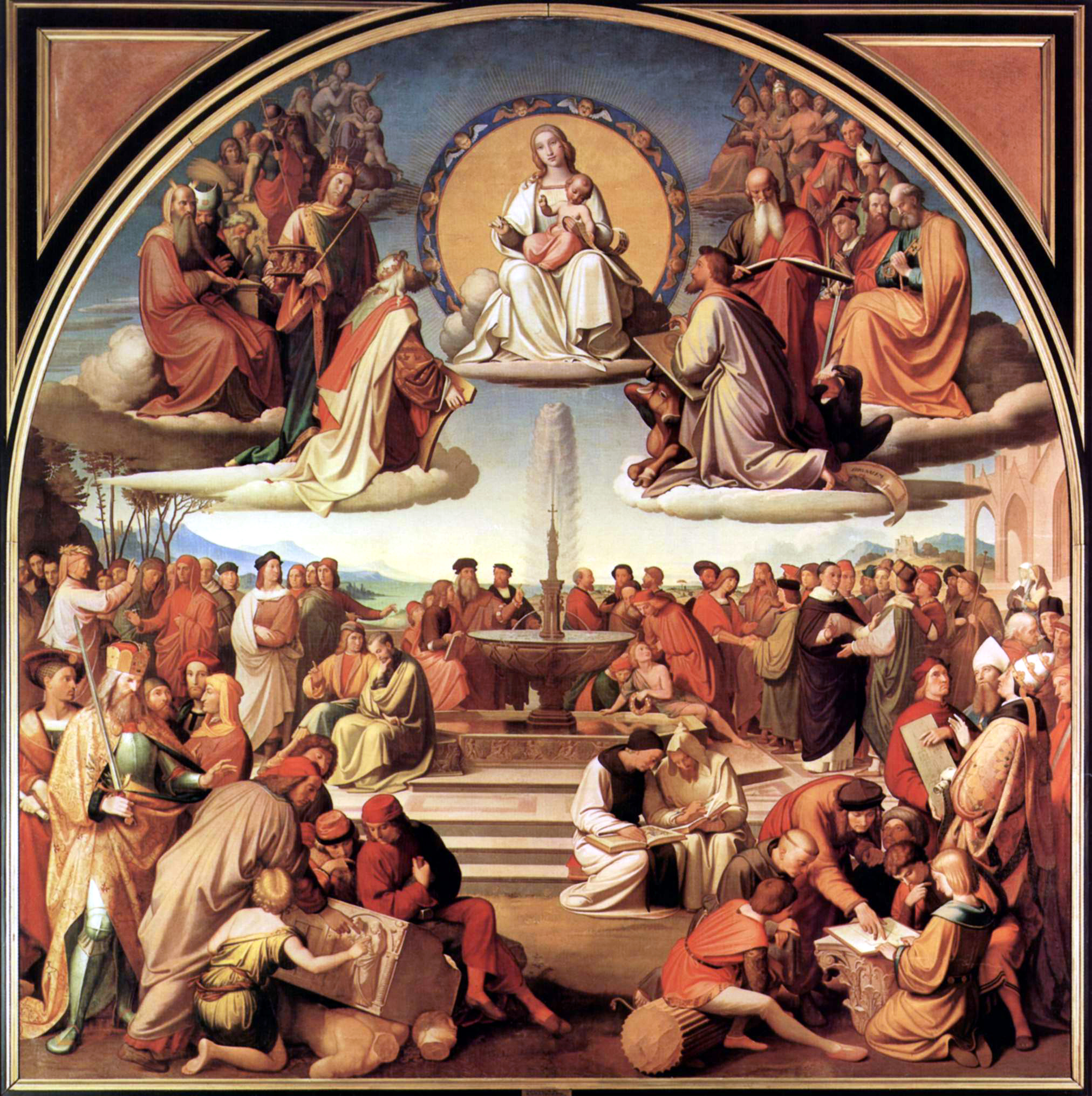
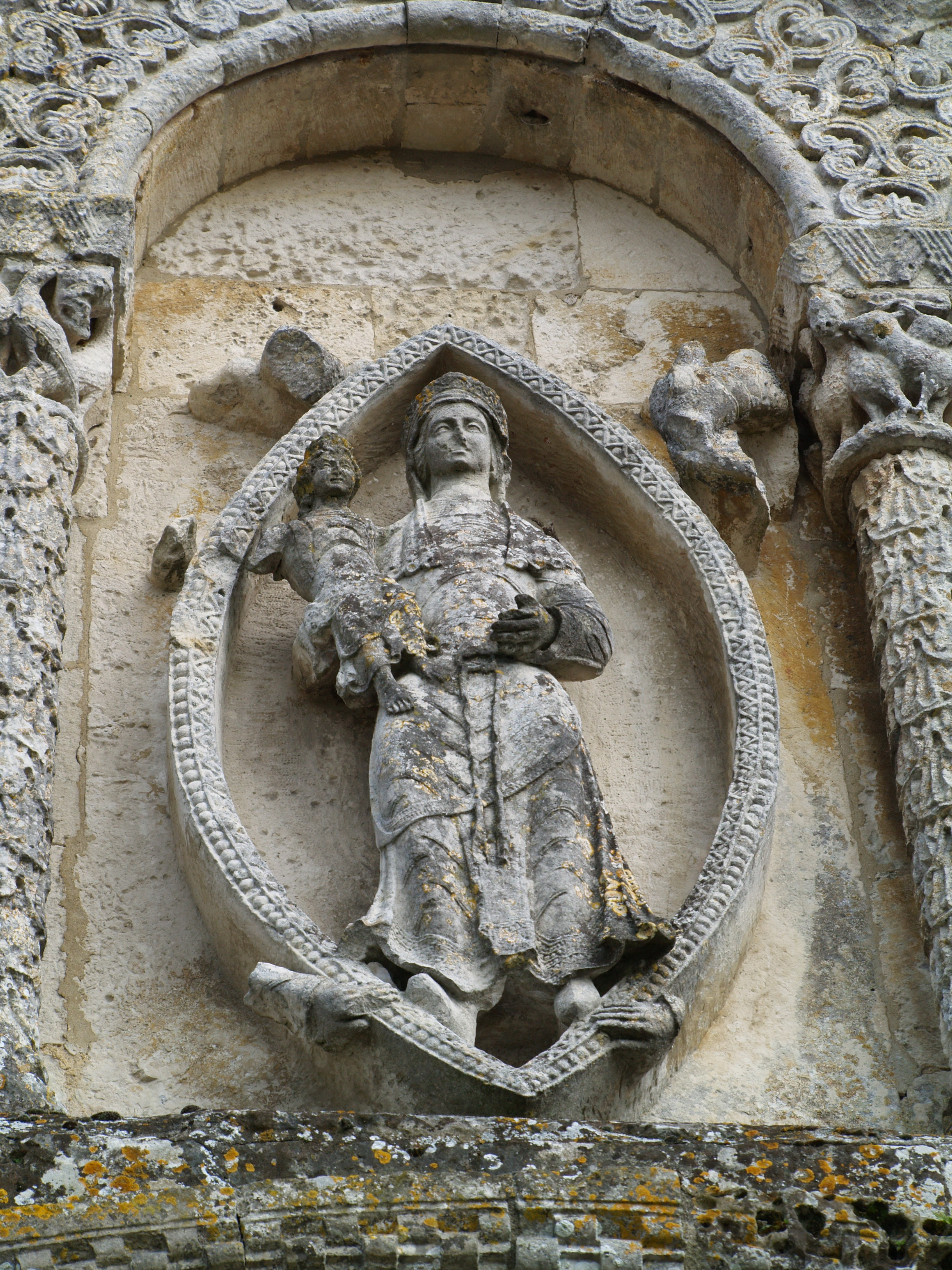
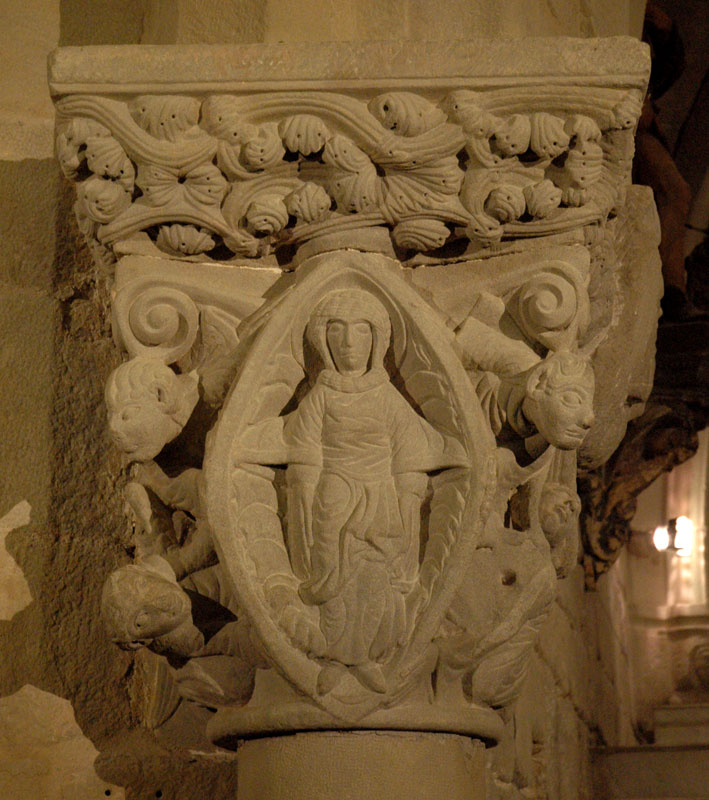
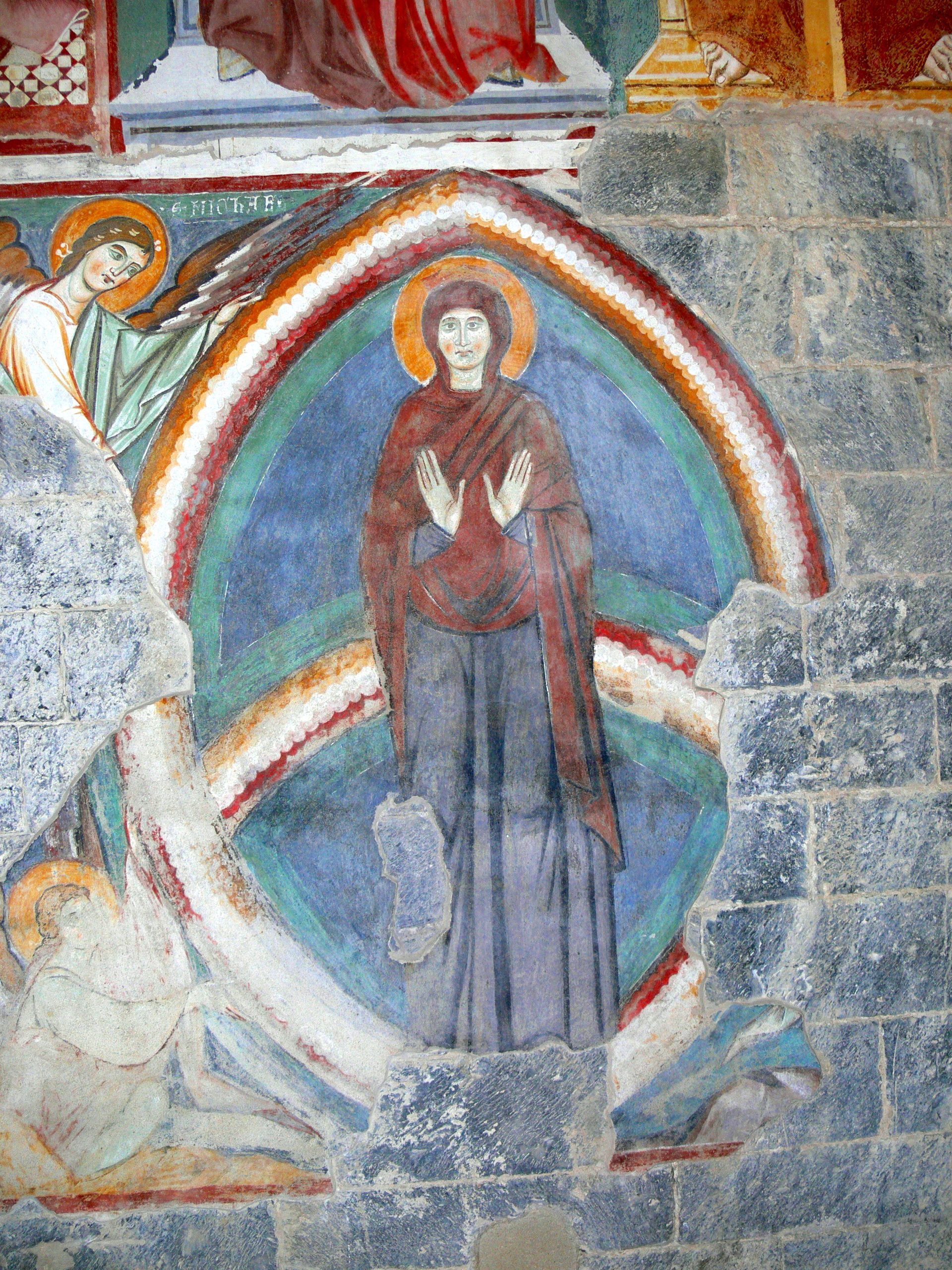
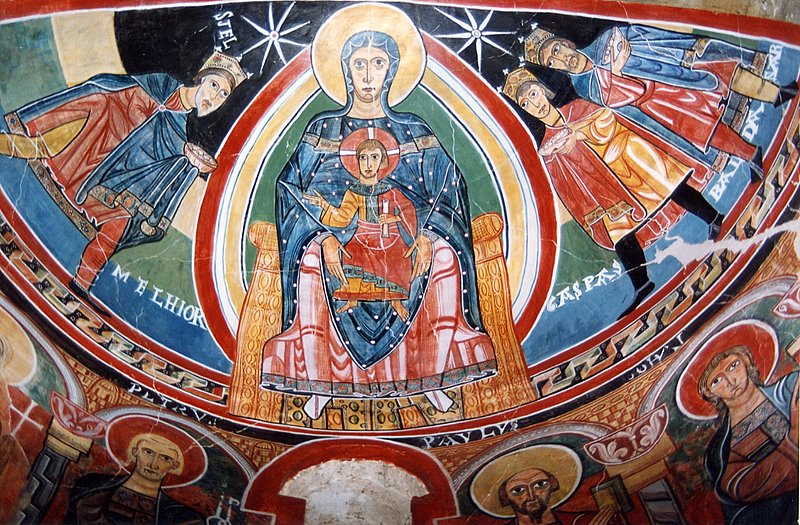
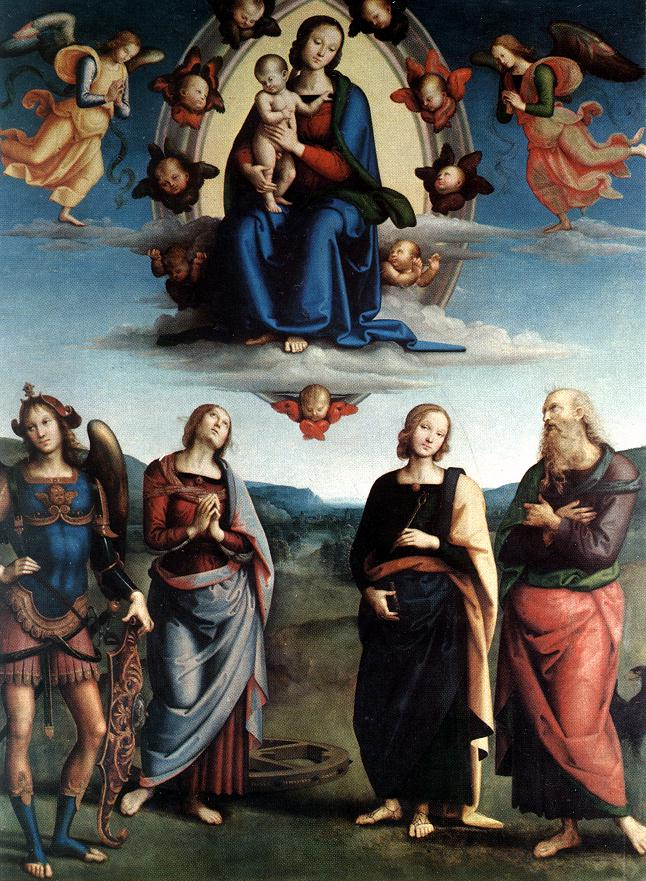
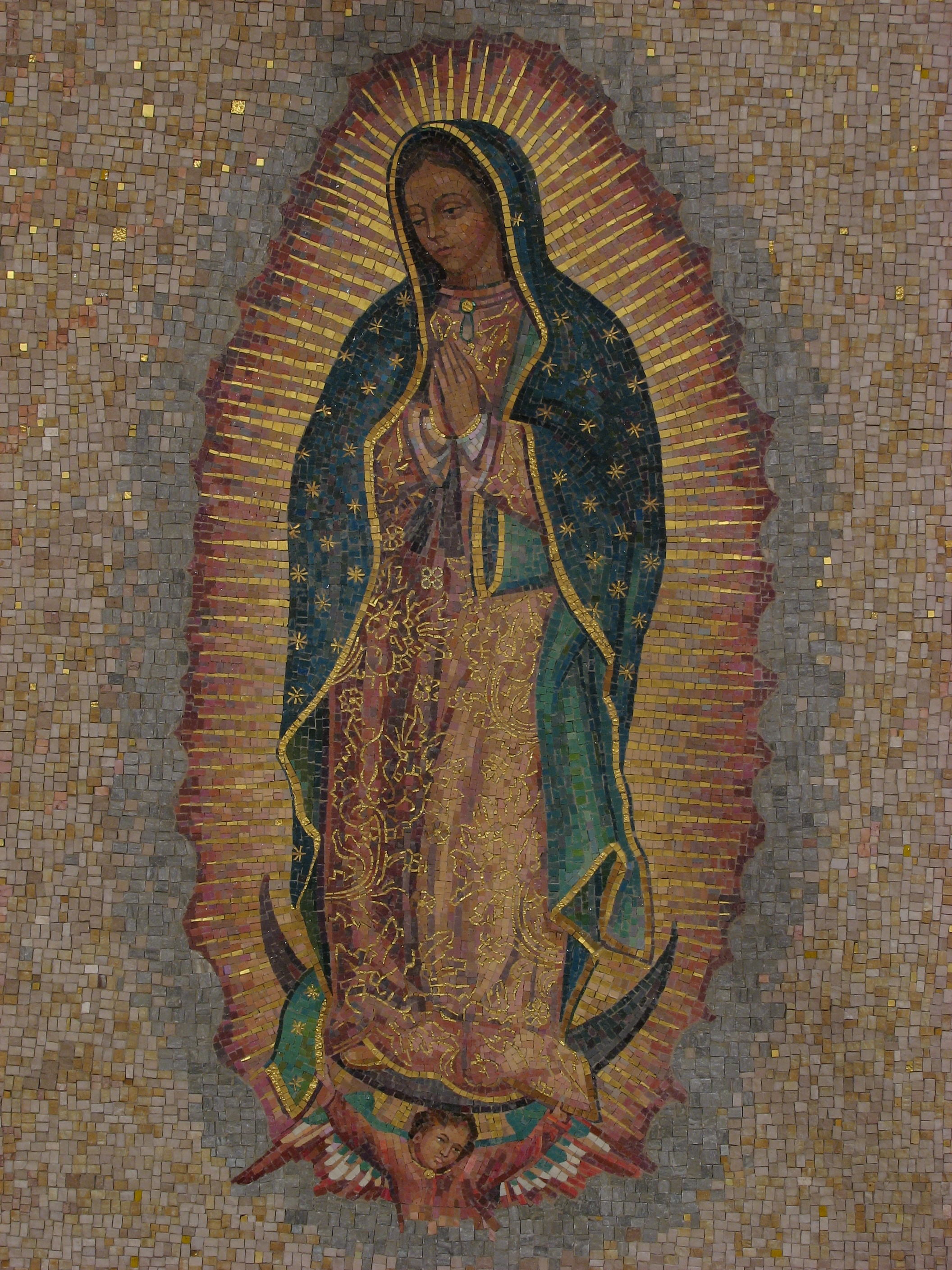
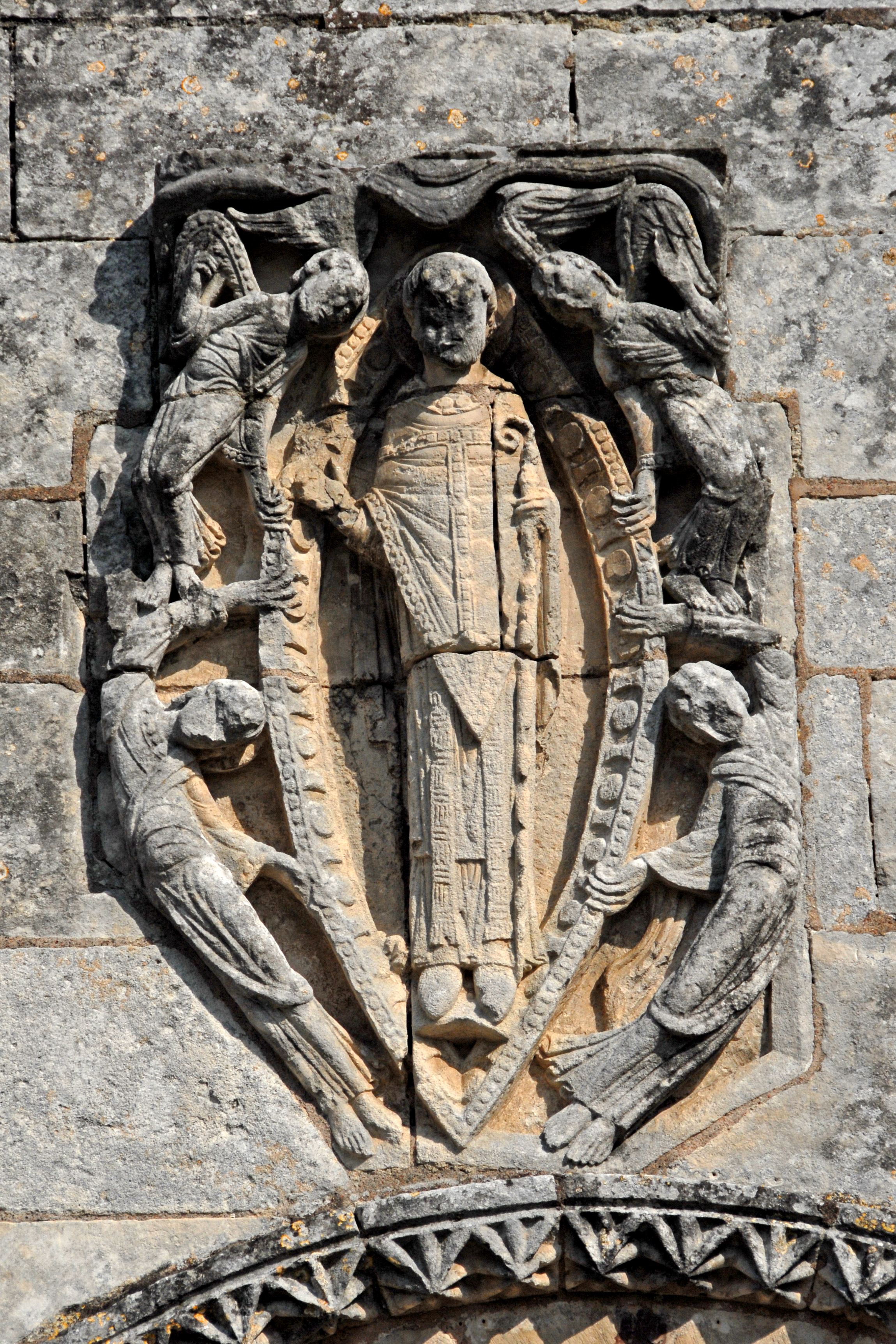
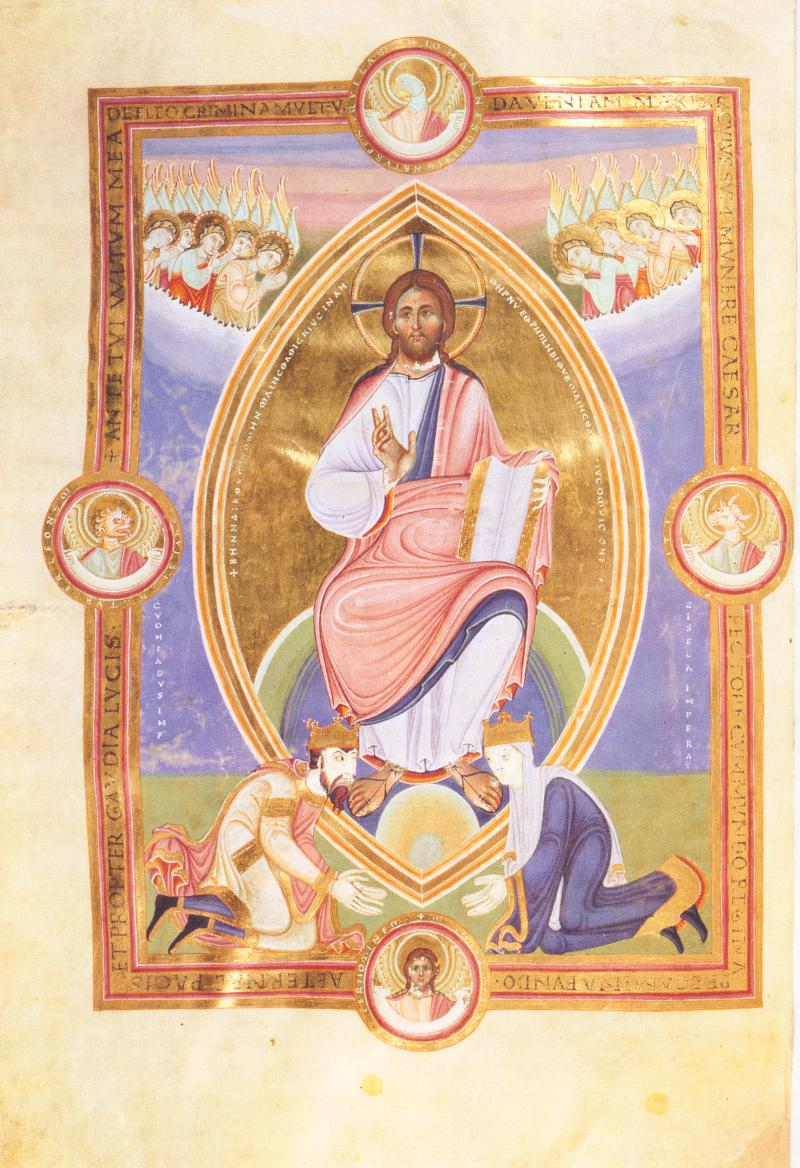

## Ресурси Інтернету
- Вікісховище має мультимедійні дані за темою: Мандорла
- Про мандорлу. Віктор Кутковий. Архів оригіналу за 29 листопада 2012. Процитовано 19 травня 2016.
- L'Arc et la Mandorle. Архів оригіналу за 7 листопада 2007. Процитовано 19 травня 2016. (фр.)